# Casa cu amintiri
Casa cu amintiri (titlu original: A Golden Christmas) este un film de Crăciun american din 2009 regizat de John Murlowski după un scenariu de Jay Cipriani. Rolurile principale au fost interpretate de actorii Andrea Roth și Nicholas Brendon. A avut premiera la  13 decembrie 2009 ca primul film original Ion Television.

## Prezentare
Cu mult timp în urmă, într-o vară, o fată și un băiat, Jessica și Michael, s-au întâlnit datorită unui câine foarte special (un Golden Retriever). Aceștia s-au jucat în pădurile din apropiere toată vara, iar  Michael i-a  promis Jessicăi că o va iubi mereu. După ce vara a trecut, cei doi nu s-au mai văzut unul pe altul din nou.
Jessica, acum un procuror federal de succes și recent văduvă cu un fiu tânăr, este în căutarea unei perioade de relaxare. Ea decide că are nevoie s-o ia de la capăt și se duce înapoi în orașul său natal. Jessica speră să cumpere casa părinților săi pensionari ca o surpriză de Crăciun. Cu toate acestea, planul ei eșuează, atunci când află că părinții au vândut-o unui bărbat printr-un precontract, bărbat pe care Jessica îl consideră plictisitor atunci când el intră în casă  într-o noapte în căutarea unui câine rătăcitor (un Golden Retriever). El este Michael, dar fiindcă nu s-au mai văzut de mulți ani, cei doi nu se recunosc reciproc. Jessica încearcă diferite scheme pentru a obține casa înapoi, inclusiv "sabotajul" vânzării casei lui Michael, o condiție de îndeplinit stabilită în precontract. În cele din urmă, ea își dă seama că ar fi mai bine ca Michael și fiica sa să cumpere casa părinților ei și Jessica cumpără casa lui pentru a compensa cumva "sabotajul" astfel încât Michael să poată cumpăra casa mult visată. 
După o petrecere de Crăciun și unele "indicii" oferite de câinele Golden Retriever, Michael și Jessica își dau seama că ei sunt cei doi copii care s-au îndrăgostit și formează din nou un cuplu. Cei doi se sărută în pădure, lângă copacul lor unde au îngropat o „capsulă a timpului”, în timp ce-și dau seama că Golden Retriever-ul este însărcinată.
Jessica se mută cu Michael în „noua” lor casă unde mai mulți pui de Golden Retriever sunt arătați deja ca fiind mărișori. În cele din urmă, Golden Retriever-ul, mama acestora, fuge fericit în pădure, sub privirea lui Michael și a Jessicăi. Acesta dispare brusc după un copac, lăsând privitorul să decidă dacă câinele este "magic" sau nu.

## Distribuție
- Andrea Roth ca Jessica, procuror federal
- Nicholas Brendon ca Michael
- Bruce Davison ca Rod, tatăl Jessicăi
- Alley Mills - Katherine, mama Jessicăi
- Elisa Donovan ca Anna, sora Jessicăi
- Jason London ca Mitch
- Daniel Zykov ca Henry, fiul Jessicăi
- Melody Hollis ca Madeline, fiica lui Michael
- Robert Seay ca Chet, agent imobiliar

## Cvasi-continuări
S-au realizat două „aproape” continuări:
- 3 Holiday Tails (sau A Golden Christmas:The Second Tail), un film direct-pe-DVD din 2011 (în care apar doar Mills și Davison din distribuția de mai sus). Filmul prezintă reîntregirea unui cuplu tânăr de absolvenți de colegiul, reîntregire care are loc din cauza "interferențelor" mai multor Golden Retriever; de asemenea filmul are și un sub-scenariu care prezintă din nou doi pre-adolescenți care devin prieteni buni
- A Golden Christmas 3, un film TV din noiembrie 2012. Filmul prezintă prieteni din copilărie care se reîntâlnesc și se reîndrăgostesc tot din cauza unir circumstanțe "magice" care implică mai mulți Golden Retriever.[2]